# John Bishop
John Joseph Bishop (30 de novembro de 1966) é um comediante, apresentador, ator e ex-futebolista britânico. 